# スルースキルズ
スルースキルズ（英: Through Skills 略称: スルスキ）とは、ロンドンブーツ1号2号田村淳のプライベート企画「淳の休日」の1プロジェクトとして、2013年1月19日に結成され、2017年6月30日に解散した日本のアイドルグループである。
本項では、「』AIS『（アイス : 淳の休日アイドルスクランブル atsushi's holiday idol scramble）」のユニットである、キラキラゲリラ（きらきらげりら、略称:キラゲリ、2017年7月15日解散）、KAGUYA（かぐや、2018年7月21日解散）、ぶっ壊れRe:論‰（ぶっこわれりろんぱーみる、2018年5月4日活動休止）、についても述べる。

## スルースキルズ

### 概要
ロンドンブーツ1号2号田村淳のプライベート企画として数々のプロジェクトが行われている「淳の休日」にて、ツイッター発のアイドルとして「ツイドル」が募集・選出された。
その後、そこから発展し、「罵られるアイドル」をコンセプトとした「スルースキルズ」が結成されることとなった。
名前の由来は、発案者の田村淳がツイッター上での攻撃的なツイートを無視（スルー）できず、すぐ反論してしまうことから、スルーするスキルを持ったアイドルを集め、罵りを一身に受ける、とされている。
「世界初の罵っていいアイドル?!」をかかげ、各メンバーに「罵りワード」が設定されている。
フォロワーの誹謗中傷・罵詈雑言をパワーに変えるため、応援としてメンバーを罵倒するスタイルである。
ライブでは登場時に「帰れ」コールが起こる。また、アンコール時には「リツイート」「早くしろ」「まだですか」などとコールされる。
「今、帰ってほしいアイドル」というキャッチコピーも用いられている。
登場時の決めセリフは「みんなのストレスいただきます、スルースキルズです。」である。出番終了時には、これと対で「みんなのストレスごちそうさま、スルースキルズでした。」を用いている。
ツイッター発を掲げており、メンバーは、ツイッター上の交流ばかりではなく、ツイキャスによる動画配信を不定期に行っている。
さらに、出演可能なメンバーが集合して毎週土曜日の夜に「罵ってtonight」として生配信を行っていたが、
2014年5月30日からSHOWROOMでの生配信に移行した。毎週一回配信される。随時メンバーの個人配信も行われる。
スルースキルズの発案者は田村淳であるものの、フォロワー全員がプロデューサーであるとしており、ファンはTFP（ツイッター・フォロワー・プロデューサーまたはスルスキ・フォロワー・プロデューサー）と呼ばれる。田村淳はTFPの発起人もしくは代表という位置づけである。マスメディアでは「田村淳発案」「田村淳企画」もしくは、わかりやすく「田村淳プロデュース」と記述されることが多い。またスルスキ以降に企画されたアイドルユニットも含め「』AIS『」（アイス・淳の休日アイドルスクランブル atsushi's holiday idol scramble)と総称することが発表された。
フォロワー全員がプロデューサーであるというコンセプトから、楽曲、衣装、振り付け、宣材撮影、ロゴデザイン、ジャケットデザイン、各種小道具などもフォロワーが提供しており、各TFPのアイディアやスキルを持ち寄ることで、大きなムーブメントを起こそう、という野心的なプロジェクトである。「スルスキサミット」と称し、TFPの生の意見を話し合うイベントも行われている。
著名なテレビカメラマンである辻稔もMV撮影・編集などに協力している。
初ライブから2年後の2015年5月3日のワンマンライブで、会場のTSUTAYA O-WESTに500人以上動員することが義務とされ、満たない場合は即解散とされた。最終的に目標を達成し、活動が継続できることになった。さらに日本武道館での単独ライブ開催が目標である。
2014年8月にアイドルイベント「あるある甲子園」全国決勝大会にて優勝。メジャーデビューとアパマンショップCMへの出演権を得た。
CMは2014年1月からオンエアされ、2015年4月1日にメジャーデビューCDがリリースされた。
TOKYO IDOL FESTIVAL (TIF) には2013年から2016年まで連続出場していた。
当初9名で発足し、2013年6月に二期生3名、2015年1月に三期生2名が加入した。
初代リーダーは西村さやか（結成時 - 2014年5月）、2代目リーダー（キャプテンと改称）を西尾舞生（2014年5月 -）が務めた。
メンバーの年齢は非公開であるが、メンバー個人での芸能活動や所属事務所のプロフィールにおいては公開されていることもある。
また、メンバーの恋愛関係については、いわゆる誤爆騒動の際に、恋愛OKであるがオープンにすべし、とのルールが再確認された。
2014年12月1日、スカパープレミアムサービス・スカパーオンデマンドにアイドルチャンネル「KawaiianTV」が開局。生放送の時間枠にて月曜日（隔週）の「みんなのストレスいただきスルースキルズ」のレギュラーを務めるほか、同チャンネルの他番組にも出演している。また、KawaiianTVが主催するライブにも出演している。
2017年5月3日のワンマンライブにおいて、同年6月30日に解散する事が発表された。
2023年5月、結成10周年記念ライブを開催予定。

### 主な年譜
- 2013年
  - 1月19日、スルースキルズ結成。1期生9名がオーディションにて選出される。
  - 5月3日、初のワンマンライブ「初めてだから優しく罵ってねLIVE」を開催。
  - 6月29日、2期生オーディションにより3名が「ほぼほぼスルースキルズ」として仮合格を通知される。発表直後に辞退者が出たため、椎名あつみが繰り上げとなる。一週間連続ツイキャスを経て、正式加入となった。
  - 7月27日、TOKYO IDOL FESTIVAL (TIF) 2013に初出演。
  - 9月15日、2ndワンマンライブ「二度目の真実と果実」を開催。
  - 12月8日、3rdワンマンライブ「ベリー罵られマス」を開催。
- 2014年
  - 5月5日、4thワンマンライブ「367日目の拡散希望」を開催。開催2日前にチケット完売となる。
  - 8月2日・3日、TIF2014に出演。
  - 8月26日、アイドルイベント「目指せ!トップアイドル あるある甲子園」全国決勝大会にて優勝。メジャーデビューとアパマンショップCMへの出演権を獲得する。
  - 8月31日、5thワンマンライブ「急募！罵倒隊～TFP増殖化計画～」を開催。チケット発売日の6/1に発売イベントを開催、ネット販売分も含めて即日完売を果たす。
  - 12月13日、6thワンマンライブ「ノノーシラレマス！～おかえりサンタとさよならサンタ～」を開催。一時帰国していたシュアンの復帰、および、栗山夢衣の即日卒業が発表された。
  - 12月29日、西村さやかが卒業することが発表される。かねてから負傷した膝の治療のため活動を休止していたが、ライブ活動しながらの完治が非常に困難であるとの診断結果により卒業を決意した。後日、2015年3月14日の8thワンマンライブにて卒業することが発表された。
- 2015年
  - 1月30日、第3期生オーディション開催。3期生2名が選出される。さらにスルスキ候補生（研究生）のユニットとして「罵り研究会（当初はノースルースキルズ）」が選出された。
  - 2月11日、7thワンマンライブ「本命スリーハンドレッド〜チョコなんて甘い事言ってないで苦めに罵ってwww〜」開催。3月14日に西村卒業＆三期生お披露目ワンマンライブが開催されることと、4月1日のメジャーデビューが発表された。
  - 3月14日、西村さやか卒業＆3期生お披露目ライブが8thワンマンライブとして急遽開催された。第2部で3期生が初めてライブに参加した。
  - 4月1日、「幕開けセンセーション」でメジャーデビュー。
  - 5月3日、解散をかけた9thワンマンライブ「絶体絶命 DEAD or ALIVE ～九死に一生を得させて～」を開催。最終的に入場者数524人を達成し、活動を継続できることになった。また、7月11日・12日に初のツーデイズワンマンライブが開催されることが発表された。
  - 7月11日・12日、スルスキ初となるツーデイズワンマンライブ「SUMMER罵cation」を開催。
  - 8月1日・2日、TIF2015に出演。
  - 9月23日、ワンマンライブ「残暑お見舞い罵られます」を開催。辺見玲奈が卒業した。
  - 11月-12月、スルースキルズ初の東名阪ツアーを行う。
- 2016年
  - 1月23日、定期公演「スルースキルズ定期罵倒会〜ストレスは定期的に発散しましょ〜」が開始される。
  - 5月25日、全日本プロレスの応援大使[5]に就任。
  - 8月6日、TIF2016に出演。
  - 8月20日、4期生オーディションの結果発表。3名が合格。
- 2017年
  - 5月3日、shibuya O-WESTにてワンマンライブ開催。
  - 解散発表に伴い、全日本プロレス応援大使も5月21日、6月11日、後楽園ホール大会で満了となる[6]。
  - 6月30日にデビューの地、渋谷チェルシーホテルで解散ライブを行った。
- 2022年
  - 5月13日、公式YouTubeチャンネルにて、西尾舞生・根本羽衣を発起人とする10周年記念ライブ開催プロジェクトの開始を宣言（後にシュアンも合流）。
- 2023年
  - 5月、10周年記念ライブを開催。同月不定期の活動ながらもスルースキルズ復活を宣言した。[7]

### メンバー
- 解散時メンバー

| 名前         | よみ          | ニックネーム           | 罵りワード | 担当色                     | 誕生日 | 出身地 | 備考 | 所属事務所         |
| ------------ | ------------- | ---------------------- | ---------- | -------------------------- | ------ | ------ | --- | ------------------ |
| 西尾舞生     | にしお まう   | MAU、総長              | BBA        | 鬱金(うこん・黄色系)       | 3/3    | 東京都 | キャプテン（二代目）、一期生、最年長であることから「BBA（ババア）」との罵りワードが付けられた。子供時代は「少女マジシャン」として活動していた。ユニフォーム風衣装の背番号は10。 | ユウプロモーション |
| 大森由佳     | おおもり ゆか | ゆかも                 | 音痴       | 深縹(こきはなだ・青系)     | 7/10   | 岡山県 | 一期生、罵りワード「影薄」から変更。自称「岡山の歌姫」。ユニフォーム風衣装の背番号は5。プロレスラー・竹田誠志と結婚。2022年1月7日死去。 |                    |
| シュアン     | しゅあん      | シュアン、キノコ       | 嘘つき     | 茄子紺(なすこん・紫系)     | 1/25   | 台湾   | 一期生、本名:施鈺萱、台湾出身、学業とビザの関係で一時帰国していたが2014年12月に復帰。ユニフォーム風衣装の背番号はない。 | 中藝               |
| 根本羽衣     | ねもと うい   | ういちゃん             | おバカ     | 樺色(かばいろ・橙色系)     | 10/2   | 埼玉県 | 一期生、ユニフォーム風衣装の背番号は9。 |                    |
| みづきあかり | みづき あかり | あかりん(自称)         | 下衆       | 濡羽色(ぬればいろ・黒系)   | 10/1   | 福岡県 | 一期生、一人だけスクール水着をアレンジした衣装を着用していたが、NGのメディアも多く、仕事現場のビルの警備員に衣装姿での入館を拒否されるなどしたため、他のメンバー同様の衣装を着用することが多くなった。最も「帰れ」と罵られ、曲のソロパートでも「あかり」ではなく「カエレ」とコールされる。所属事務所も扱いに困り、HPのタレント一覧でもやむを得ず「文化人」枠に移動させた。ユニフォーム風衣装の背番号は4。 | Claudia            |
| 増田みなみ   | ますだ みなみ | みぃたん               | へらへら   | 利休(りきゅう・黄緑系)     | 4/10   | 北海道 | 二期生、スルースキルズとして活動中は常にサングラスを着用している。「タモリさんに憧れています。」と説明している。ユニフォーム風衣装の背番号は00。 | 松竹芸能           |
| 有田ひめか   | ありた ひめか | ジャンボ・ひめか・ひめ | ジャンボ   | ー(桃色系)                 | 5/28   | 岩手県 | 四期生 | スターダム         |
| 深見ありす   | ふかみ ありす | ありす                 | ポンコツ   | 生成色(きなりいろ・白色系) | 11/1   | 福岡県 | 四期生 | エイトワン         |

- 卒業生

| 名前       | よみ            | ニックネーム       | 罵りワード | 担当色                           | 備考 | 所属事務所 |
| ---------- | --------------- | ------------------ | ---------- | -------------------------------- | --- | ---------- |
| 栗山夢衣   | くりやま むい   | むいちゃん、亀甲   | メス豚     | 肉色(にくいろ・肌色系)           | 一期生・2014年12月卒業 罵りワードは当初「中肉中背」だったが、「メス豚」の響きが気に入り田村に変更を直訴し承認される。「メス豚」がNGなメディアでは「中肉中背」を引き続き使用したり、「小太り」としていたこともある。スルスキ公式ホームページをWindows付属のテキストエディタ「メモ帳」で作成・編集・更新していた。「卒業ライブ・イベントなどは性に合わない」という本人の意向により、6thワンマンライブで発表・即日卒業となった。ユニフォーム風衣装の背番号は2だった。 |            |
| 西村さやか | にしむら さやか | さーやん           | 誤爆       | 臙脂(えんじ・赤系)               | 一期生・2015年3月卒業 芸能界も引退。いわゆる誤爆騒動により、罵りワード「ポンコツ」から変更。リーダー（初代）、リーダー時代は罵りワードとして「ポンコツリーダー」も用いられた。ユニフォーム風衣装の背番号は-だった。引退後に2016年のミス・ユニバース・ジャパン第4位となるが、インタビューでアイドル活動について触れている。 |            |
| 秦あみ     | はた あみ       | えいみー           | ゲジ眉     | 黄金(こがね・金色系)             | 三期生・2015年6月卒業 ダンスを得意とし、指導資格を取得している。国家資格ではないものの、小中高校で体育の授業に組み込まれたダンスも指導できる。ダンススクールでタップダンスのインストラクターを務めたほどの技量を持つ。 |            |
| 辺見玲菜   | へんみ れな     | レナチョス、チョス | ウザイ     | 瓶覗(かめのぞき・水色系)         | 一期生・2015年9月卒業、「辺見レナ」表記でも活動。愛称の「レナチョス」は名前のレナとお菓子のナチョスを合わせたもので学生時代から使われていた。略して「チョス」とも呼ばれる。決め台詞は大声での「チョッチョチョース」である。スルスキでは「ウザいチョス」を略して「ウザチョス担当辺見玲奈です。」と自己紹介していた。ユニフォーム風衣装の背番号は6だった。 |            |
| 椎名あつみ | しいな あつみ   | あーちゃん         | クソガキ   | 乳白色(にゅうはくしょく・白色系) | 二期生・2016年1月卒業 罵りワードが「繰上」「アバター」「天才」と度々変更されてきたが、「クソガキ」に落ち着いた。ユニフォーム風衣装の背番号は1だった。Youtuberとして「椎名あつみチャンネル」で活動中。 |            |
| 佐伯るな   | さえき るな     | るなぴょん         | 世間知らず | 躑躅色(つつじいろ・ピンク系)     | 三期生・2016年5月卒業、「一人では電車の切符も買えない」ことから罵りワード「世間知らず」となった。交通系ICカードが手放せない。 |            |
| 秋本江里奈 | あきもと えりな | えりな、エリナ様   | 腹黒       | 天鵞絨(びろうど・緑系)           | 一期生、2016年7月10日から休業、12/10日に脱退を発表。ユニフォーム風衣装の背番号は8だった。 |            |
| 佐藤もも子 | さとう ももこ   | ぴっぴ             | イタイ     | 一斤染(いっこんぞめ・桃色系)     | 二期生、2016年12月10日卒業。2012年度チームヴィーナス。自称「14歳の妖精しゃん」。ユニフォーム風衣装の背番号は3だった。 |            |
| 荻原あきの | おぎわら あきの | あきのん           | ぶりっこ   | 薔薇色(ばらいろ・紅色系)         | 四期生、2017年2月1日脱退 |            |

### 作品
発足当時から、自主制作・自主販売を行っており、音楽CDは「デモCD」と銘打っている。ライブ会場での物販に加え、インターネット通販も行っている。2015年4月1日に「幕開けセンセーション！」でメジャーデビュー。

#### CD（自主制作版「デモCD」）
1. 「スルースキルズ初のデモ音源」（2013年4月） 全17曲収録。
2. 「2nd DEMO CD」（2013年11月） 全12曲収録。
3. 「3rd DEMO CD」（2014年4月） 全14曲収録。
4. 「夏デモ」（2014年8月） カップリング曲は「Catch Lucky！」。
5. 「我一直在想著你」（2014年8月） シュアン弾き語りデモCD
6. 「好きだっちゅーの/春はそこにある」、「わんだふぉ〜/届け。届け。届け。」、「熱いハートが叫んでる/恋のXYZ」、「爆走せんべいガール！/全部!全部!全部!」、「キセキが起きるクリスマス/おおきなかぶ」（2014年12月）2曲入りCDを5枚同時リリースという手法を取った。
7. 「キセキが起きるクリスマス」（2014年12月13日）6thワンマンライブ完全数量限定・会場限定販売CD。各メンバーのソロ版が12種販売された。
8. 「Knock Out!! / ましてオマエの為じゃない、この露出」、「YAOYOROZU / dandelion」（2015年2月11日）2枚同時リリース。
9. 「12HAPPY」（2015年3月14日）8thワンマンライブ完全数量限定・会場限定販売CD。西村さやかが作詞した表題曲が収録された。
10. 「Tender Wind/School memories」、「かかってきなさい！/全部やる夏 」（2015年3月14日）
11. 「たった今ここで、君と僕だけの歌」、「進め！ミライ・ムーブメント」（2015年5月3日） 2枚同時リリース。両CDとも表題曲に加え、ラジオ風トークなども加えた全9トラック収録。
12. 「スル☆サマ／know! know! 知ってよ！スルースキルズ」（2015年7月11日）
13. 「魔法の呪文～ケセラセララ～／罵ってもいいのよ／帰らな～いっ！」（2015年9月23日）

#### CD（メジャーレーベル）
1. 「幕開けセンセーション！」（2015年4月1日）発売元： よしもとアール・アンド・シー YRCS-90076

　　01 幕開けセンセーション（アパマンショップCM楽曲）（作詞・作曲 ハヤシミキロウ、編曲 高橋浩平）

　　02 戦え! ジャパリーマン!!!

　　03 恋スルー

#### DVD（自主制作版）
1. 「1stライブDVD」 1stワンマンライブ「初めてだから優しく罵ってねLIVE」の模様を収録。
2. 「バカヤロウ！MV」 3rd DEMO CDに収録されている「バカヤロウ！」のMV。辻稔が撮影・編集を行った。
3. 「幕開けセンセーション！ MUSIC VIDEO」（2015年5月3日） 辻カメラマンが全面協力。2枚組。MVやメイキング映像に加え、メンバー個人のダンスショットバージョンが特典映像として収録されている。

### ライブ

#### ワンマン・主催公演
- 1st「初めてだから優しく罵ってねLIVE」 2013年5月3日、2部制、渋谷チェルシーホテル
- 2nd「二度目の真実と果実」 2013年9月15日、2部制、原宿アストロホール ※2期生がステージデビュー
- 3rd「ベリー罵られマス」 2013年12月8日、2部制、原宿アストロホール
- 4th「367日目の拡散希望」 2014年5月5日、2部制、渋谷 eggman
- 5th「急募！罵倒隊～TFP増殖化計画～」 2014年8月31日、2部制、渋谷 THE GAME
- 6th「ノノーシラレマス！～おかえりサンタとさよならサンタ～」 2014年12月13日、2部制（第1部:おかえりサンタ公演、第2部:さよならサンタ公演）、渋谷 eggman
- 7th「本命スリーハンドレッド 〜チョコなんて甘い事言ってないで苦めに罵ってwww〜」 2015年2月11日、2部制、渋谷WWW
- 8th「噂のホワイトデイリー ～チョコのお返しは罵って～」 2015年3月14日、2部制（第1部:誤爆去る公演、第2部:3期生お披露目公演）、渋谷チェルシーホテル 西村さやか卒業＆三期生のお披露目ライブである。第1部は2月28日のチケット販売イベントにて完売、第2部も前日までには完売となった。
- 9th「絶体絶命 DEAD or ALIVE ～九死に一生を得させて～」 2015年5月3日開催、1部制、渋谷TSUTAYA O-WEST 当日の入場者数が500人を超えなければ即解散とされた。最終的に524人が入場し、活動継続が決まった。
- 10th「SUMMER罵cation」 2015年7月11日・12日開催、両日2部制、原宿アストロホール スルスキ初のツーデイズライブ。11日夕の部・12日昼の部・12日夕の部をそれぞれ「Type-A公演」「Type-B公演」「Type-C公演」とする。「Type-C公演」にはののけんがゲスト出演。
- 11th「残暑お見舞い罵られます」 2015年9月23日夜開催、表参道ground< /b>

11月から12月にかけて、初の東名阪ツアー「東名阪で罵って」を開催。
- 「東名阪で罵って in NAGOYA」2015年11月1日開催、2部制、HOLIDAY NEXT NAGOYA
- 「東名阪で罵って in OSAKA」2015年11月3日開催、2部制、LIVE SQUARE 2nd LINE
- 「東名阪で罵って in TOKYO」2015年12月26日開催、2部制、SHIBUYA CYCLONE
- 主催公演「罵り三番勝負」2017年2月19日開催、1部 vs ぶっ壊れRe:論‰、2部 vs KAGUYA3 vs キラキラゲリラ、WALL&WALL
- 「」2017年5月3日開催、渋谷TSUTAYA O-WEST

#### 定期罵倒会（月例公演）
- vol.1 2016年1月23日、2部制、渋谷スターラウンジ ※1部はシュアン生誕祭
- vol.2 2016年2月22日、2部制、渋谷スターラウンジ
- vol.3 2016年3月5日、2部制、渋谷スターラウンジ
- vol.4 2016年4月10日、2部制、渋谷スターラウンジ ※1部は増田みなみ生誕祭
- vol.5 2016年6月11日、2部制、渋谷スターラウンジ ※2部は』AIS『のキラキラゲリラ・KAGUYA・merry merliが共演
- vol.6 2016年7月10日、2部制、渋谷スターラウンジ ※1部は大森由佳生誕祭、2部は』AIS『のキラキラゲリラ・KAGUYAが共演
- vol.7 2016年8月13日、2部制、渋谷スターラウンジ ※2部は MIX』AIS『
- vol.8 2016年9月4日、2部制、渋谷スターラウンジ ※2部は MIX』AIS『2
- vol.9 2016年10月1日、2部制、渋谷スターラウンジ ※1部は根本羽衣＆みづきあかり生誕祭、2部は MIX』AIS『3
- vol.10 2016年11月19日、2部制、渋谷スターラウンジ ※1部は佐藤もも子生誕祭、2部は MIX』AIS『4
- vol.11 (FINAL) 2016年12月10日、2部制、渋谷スターラウンジ この回をもって月例定期公演は一旦終了 ※1部は佐藤もも子卒業公演、2部は MIX』AIS『5

#### その他のライブ
詳細はスルースキルズ公式HPを参照

#### イベント他
詳細はスルースキルズ公式HPを参照

### メディア

#### テレビ番組
- 2013年
  - 8月 テレビ埼玉「ウタ娘」単独ゲスト出演
  - 9月 TVK 「夢かなえるまで2」ゲスト出演
  - 10月9日（初回放送） CS フジテレビONE TIF2013 SP #3
- 2014年
  - 2月13日、27日 TOKYO MX「つんつべ♂バク音」あつみが出演
  - 5月30日 テレビ埼玉「ウタ娘」
  - 6月20日 テレビ埼玉「ウタ娘」
  - 6月23日 テレビ朝日「ビートたけしのTVタックル」まう、うい、あつみが出演、ファンも共演
  - 6月27日 テレビ埼玉「ウタ娘」
  - 7月12日 テレビ東京「ハックツベリー」
  - 9月6日 テレビ東京「ハックツベリー」
  - 9月13日 テレビ東京「ハックツベリー」
  - 10月9日（初回放送） CS フジテレビNEXT TIF2014 SP #19
  - 12月8日（初回放送） CS KawaiianTV 「Kawaiianくらびぃー！」毎週月曜日に生放送レギュラー出演、「スルースキルズのくらびぃー！」「みんなのストレスいただきスルースキルズ」とリニューアルを重ね、2015年9月現在、放送中である。
- 2015年
  - 7月3日 テレビ朝日「アイドルお宝くじ #30」（7月4日BS朝日）
  - 7月17日 CS テレ朝チャンネル「アイドルお宝くじ LIVE #30」
  - 9月30日（初回放送） CS フジテレビNEXT TIF2015 SP #3
- 2016年
  - 5月10日、7月27日、8月20日 KawaiianTV「二次元同好会」増田みなみが出演。
  - 「田村淳の日本国憲法TV」根本・佐藤
  - 12月22日 KawaiianTV「二次元同好会」有田ひめかが出演。

#### テレビCM
- 2015年
  - 1月31日（初オンエア） - アパマンショップCM テレビ東京「ハックツベリー」内

#### ラジオ番組
- 2013年
  - 4月 FMFUJI 「SUNDAY IN THE PARK (LIVE FROM STUDIO ViViD)」 MC ナラヨシタカ ／ 菅野未登利
  - 5月 sora×niwaFM 「RIKOmaniaの今夜も渋谷で待ち合わせ」 MC RIKOmania
  - 7月 すまいるFM 「ｖａｇｕｅ’るｓｔｕｄｉｏ」
- 2014年
  - 調布FM 栗山夢衣の初体験ラジオ「ちょーふあんです。」毎月最終日曜23:00-24:00 1月から時間帯移動・拡大に伴い、スルースキルズコーナー開始。出演メンバー（ラジオ選抜）はまう、ゆか、ももこ、みなみの4名。
  - ラジオ日本 カンムリラジオ 毎週金曜27時（2014年1-3月期の第4シーズンに挑戦者として初登場し、サンスポアイドルリポーター（SIR）から初めてシーズンチャンピオンを奪取。同4-6月の第5シーズンでも連覇を果たした）
  - 2月13日 ソラトニワFM RIKOmaniaの今夜も渋谷で待ち合わせ うい、あかり、あつみが出演
  - 5月1日 下北FM 公開生放送
  - 5月14日 調布FM「午後のカフェテラス水曜日」
  - 6月11日 調布FM「午後のカフェテラス水曜日」
- 2015年
  - 1月11日 調布FM「スルースキルズ特別番組」[16]
  - 調布FM 「スルースキルズの甘い言葉で罵って」毎月第2日曜23:00-24:00 1月の特番で放送時間内にメールが50通以上寄せられたので、3月より「ちょーふあんです。」から独立する形でレギュラー番組を開始。

#### インターネット放送
- 2013年
  - 6月 USTREAM 「ザ・プライムショーNo.1アイドル決定戦」
  - 8月 スティッカム 「べんきち24H TV-2013-」
- 2014年
  - 5月2日 ニコニコ生放送「TIF2014記者発表会」
  - 6月2日 ニコニコ生放送「アキドラ生★生TV」
  - 7月 ニコニコ生放送「ニコ生23時間生放送」西川貴教のウラノミ!!およびゲスノミ!!に出演。

#### 新聞、雑誌
- 2013年
  - 8月 SNS PakilaMUSIC掲載
  - 10月 週刊プレイボーイ掲載
  - 11月27日 メンズサイゾー掲載[17]
- 2014年
  - 6月25日 Top Yell増刊号
- 2015年
  - 1月30日 別冊CD&DLでーた My Girl "Kawaiian TV" SPECIAL EDITION

## キラキラゲリラ

### 概要
スルースキルズ三期オーディション参加者から、正規の三期生以外に、別ユニットとして選出された。当初はスルスキの候補生・研究生とされていた。
ユニット名は「ノースルースキルズ」と発表されたが、スルースキルズと紛らわしいとの理由で、活動開始前に田村が「罵り研究会（略称：ののけん）」に改名することを発表した。AIS二組目のアイドルユニットである。
スルスキ8thワンマンライブ2部にて「罵ってtonight」一曲を披露し、初ステージとなった。
スルスキ9thワンマンライブの前に、同会場にて初単独ライブを開催した。スルスキの楽曲の他、ののけんオリジナル曲「罵り研究会」が披露された。
2015年7月11日にののけん単独ライブ、12日にスルスキ2daysライブのtype-C公演にゲスト出演した。
2015年9月23日にののけん単独ライブが開催され、11月に罵り研究会初の単独公演（二部制）が開催された。
この公演において、「キラキラゲリラ（略称：キラゲリ）」への改名が発表され、スルスキとは一線を画した淳の休日プロジェクトの1アイドルユニットとして活動することが発表された。
田村はプロジェクト全体の総括プロデューサーでもあることから、キラゲリのプロデューサーとして若手芸人のこの顔にピンときたら渡邊が就任した。
楽曲の作詞・作曲・振付にはメンバーが携わっている。
既存のアイドル（=偶像）像を破壊することを掲げている。
アイドルグループにおいては「○○担当」が置かれることが一般的であるが、キラゲリではメンバー全員「破壊」担当である。
各メンバーが「嫌いなオタク」を設定している。
ファンを「捕虜」と呼ぶ。

### 主な年譜
「罵り研究会」として
- 2015年
  - 1月30日、スルスキ第3期生オーディション開催。3期生とは別に、研究生（候補生）のユニットとして「罵り研究会（当初はノースルースキルズ）」が選出された。
  - 3月14日、スルースキルズ8thワンマンライブ2部にて「罵ってtonight」一曲を披露し、初ステージとなった。
  - 5月3日、スルスキ9thワンマンライブの前に、同会場にて罵り研究会の初単独ライブ「暗中模索～第1回研究発表会～」が開催された。スルスキが動員目標を達成し存続を決めたため、同時にののけんも存続できることとなった。
  - 7月11日、ののけん単独ライブ「第2回研究発表会～夏は罵りの季節です～」を開催。スルスキ2daysライブと同日同会場、昼の部に相当する時間帯に開演。ライブ終了直後に初のCD「1st DEMO CD」を発売。
  - 7月12日、スルスキ2daysライブの「Type-C公演」にゲスト出演。
  - 8月1日・2日、TOKYO IDOL FESTIVAL 2015にてスルスキのライブに参加。「ラブリーサマー」を共に披露した。
  - 9月23日、3rdワンマンライブ「第三回研究発表会」を開催。スルスキワンマンライブと同日同会場、昼の部に相当する時間帯に開催した。
  - 11月21日、ののけんとして初の単独公演「ののけんはののけん」を開催。依田あいりの脱退と「キラキラゲリラ」への改名、渡邊プロデューサーの就任が発表された。アーミー調の衣装も発表された。

「キラキラゲリラ」として
- 2016年
  - 2月7日、新メンバー秋本萌々の加入が発表される。
  - 3月6日、キラキラゲリラお披露目となる初単独公演「総員！第一回戦闘配置っ！」開催。1部が朽木若菜卒業公演、2部が秋本萌々のお披露目公演となる。
  - 7月20日、初のMVのライブ部分の撮影が新宿holidayで行われた。費用はクラウドファンディング「girls be[18]」にて賄われた。2016年12月発売の「Face of adversity」重傷盤DVDに収録された。
  - 12月11日、初の主催ツーマンライブ（二部制）を開催。
- 2017年
  - 7月15日、解散ライブ（二部制）を開催。

### メンバー
スルスキ第3期生オーディション参加者から別途選出されたユニット。2015年11月にキラキラゲリラとして活動開始。
- 解散時のメンバー

| 名前       | よみ              | ニックネーム                 | 担当 | 誕生日 | 出身地 | 備考 |
| ---------- | ----------------- | ---------------------------- | ---- | ------ | ------ | --- |
| まーこ     |                   | まーこ、まちこ               | 破壊 | 8/17   | 福岡県 | リーダー、嫌いなオタクは「すぐ他界するというオタク」                                                                     |
| 自見彩     | じげん さやか     | じげん、じげたん、さーちゃん | 破壊 | 9/18   | 茨城県 | 嫌いなオタクは「グループ内で推し変するオタク」                                                                           |
| 桜木あやか | さくらぎ あやか   | あやてぃ                     | 破壊 | 9/17   | 埼玉県 | 嫌いなオタクは「KSDD（クソDD）」                                                                                         |
| 南條ゆうき | なんじょう ゆうき | なんじょー                   | 破壊 | 11/25  | 茨城県 | 嫌いなオタクは「異常に話が続かないオタク」                                                                               |
| 秋本萌々   | あきもと もも     | もも、ももちゃん             | 破壊 | 2/18   | 千葉県 | 2016年2月加入、2016/3/6キラゲリお披露目ライブ2部にてお披露目。嫌いなオタクは「オタク全員」、アミティープロモーション所属 |

- 卒業メンバー（罵り研究会）
  - 海えみり（かい えみり）、えみりー、「でしゃばり」、2015年6月離脱。
  - 依田あいり（よだ あいり）、ありにゃ、「出戻り」、2015年11月のワンマンライブにて離脱を発表。
- 卒業メンバー（キラキラゲリラ）
  - 朽木若菜（くちき わかな）、くちき、2016年3月、キラゲリお披露目ライブにて即卒業。

### 作品

#### CD（自主制作版「デモCD」）
「罵り研究会」名義
1. 「1st DEMO CD」（2015年7月） 全5曲収録。うち3曲をリーダーのまーこが作曲している。
2. 「2nd DEMO CD」（2015年9月） 全4曲に加えボーナストラックを収録。楽曲は基本的にメンバーが作詞作曲している。

「キラキラゲリラ」名義
1. 1st single「LEAD」（2016年7月）
2. 「FACE OF ADVERCITY」（2016年12月21日）初の全国流通CD 軽傷盤(CD)、重傷盤(CD+DVD)をリリース

### ワンマンライブ・主催ライブ
「罵り研究会」として
- 1st「暗中模索～第1回研究発表会～」2015年5月3日開催、渋谷TSUTAYA O-WEST スルスキ9thワンマンライブ開演前に同会場にて行われた。
- 2nd「第2回研究発表会～夏は罵りの季節です～」2015年7月11日開催、原宿アストロホール スルスキ10thワンマンと同日同会場にて、11日昼の部の時間帯に行われた。
- 3rd「第三回研究発表会」2015年9月23日昼開催、表参道ground、スルスキ11thワンマンと同日同会場にて、昼の部に相当する時間帯に行われた。
- 4th「ののけんはののけん」2015年11月21日開催、2部制、渋谷スターラウンジ、スルスキと同日同会場ではない、ののけん初の単独公演。キラゲリへの改名を発表。

「キラキラゲリラ」として
- 1st「総員！第一回戦闘配置っ！」2016年3月6日開催、渋谷club乙ーkinotoー
  - 1部【まさかの初ワンマンで！！朽木若菜ゲリラ卒業公演】、朽木若菜卒業
  - 2部【1部から210分後まさかの！！新メンバーお披露目公演】 、秋本萌々お披露目
- 2nd「戦火の最前線」2016年7月31日開催、2部制、渋谷club乙ーkinotoー
- 主催「勢力ニヨル暴力的音楽ノ相互作用」2016年12月11日開催、2部制、WALL&WALL 初の主催ツーマンライブ、1部ゲストは Shix 、2部ゲストは NEVE SLIDE DOWN
- 3rd「革命的クインテット～朽チル前二満チル音〜」2017年3月12日開催、2部制、Shibuya GARRET
- 「THE END」2017年7月15日開催、2部制、WALL&WALL

### メディア

#### テレビ番組
- 「girls be」（テレビ埼玉、2016年3月25日） -アイドルが[クラウドファンディング]を募る番組。キラゲリはMV制作費用を募集し、目標額を達成した。
- 「アイドリーーム!!」#82・83（Kawaiian TV、2016年8月21・28日 初回放送）
- 「田村淳の日本国憲法TV」まーこ

#### ウェブ
- ウェブグラビア「妄想カノジョ」（KADOKAWA「週刊ジョージア」2016年8月15日、2017年1月11日配信） - まーこのみ[20][21]
- 「ホットジョージア応援QUEEN決定戦」（KADOKAWA「週刊ジョージア」2016年11月14日配信） - まーこのみ[22]

## KAGUYA

### 概要
AIS三組目のアイドルユニットである。月でライブを行うことを目標にしている。
ファンと「私を月に連れてって」「連れてく」とコールアンドレスポンスを行う。
ファンの総称は男性を「翁」、女性を「媼」と呼ぶ。
楽曲のタイトルは全て漢字四文字という拘りがある。
アンコール時には「ワンモアムーン！」とコールされる。

### 主な年譜
- 2016年
  - 4月10日、お披露目公演
  - 8月6日、TIF2016（2日目）に出演
- 2017年
  - 2月13日、滝口きらら脱退
  - 9月16日、あびるなつみ、高橋瑠奈加入 5人体制となる
  - 12月3日、高橋瑠奈脱退
- 2018年
  - 1月20日-21日、初の大阪遠征
  - 7月21日、解散

### メンバー
※メンバー所属事務所は活動当時のもの。
| 名前 (ふりがな)             | ニックネーム     | 生年月日       | イメージカラー | 出身地 | 備考                                                                                   |
| --------------------------- | ---------------- | -------------- | -------------- | ------ | -------------------------------------------------------------------------------------- |
| 品田セシル (しなだせしる)   | セシル、せしるん | 1997年3月2日   | 赤             | 群馬県 | リーダー マイカンパニー所属 元・恥じらいレスキュー 2015年度ミス清泉準グランプリ受賞    |
| 楠ほのか (くすのきほのか)   | ほの             | 1997年8月1日   | 青             | 埼玉県 | プラチナムパスポート所属                                                               |
| 鈴山ひな (すずやまひな)     | ひなぴー         | 2000年2月11日  | 緑             | 東京都 | メンバー内最年少 楽曲のフォーメーション作成も担当する 澤北るなの妹                     |
| あびるなつみ (あびるなつみ) | あびるん         | 1996年10月29日 | 紫             | 大阪府 | プラチナムプロダクション所属 2017年6月加入、9月16日初ライブ レースクイーンとしても活動 |

卒業メンバー
- 滝口きらら、初期メンバー、2016年4月10日初ライブ、2017年3月13日脱退。イメージカラーは黄色だった。現『ゑんら』メンバー
- 高橋瑠奈、2017年6月加入、同9月16日初ライブ、同12月3日脱退。イメージカラーは黄色だった。

### 作品

#### CD（自主制作盤）
|     | 発売日        | タイトル           | 収録曲 | 備考 |
| --- | ------------- | ------------------ | --- | ---- |
| 1st | 2016年4月10日 | 歌月千夜           | 1. 歌月千夜 2. メッセージ 品田セシル 3. メッセージ 滝口きらら 4. メッセージ 鈴山ひな 5. メッセージ 楠ほのか                                                 |      |
| 2nd | 2016年6月11日 | 感謝感激／君隣勇気 | 1. 感謝感激 2. 君隣勇気 3. 感謝感激 (instrumental) 4. 君隣勇気 (instrumental) 5. KAGUYAラジオ風曲紹介                                                       |      |
| 3rd | 2016年8月13日 | 恋桜葩舞／月裏毒兎 | 1. 恋桜葩舞 2. 月裏毒兎 3. 恋桜葩舞 鈴山ひなソロversion 4. 恋桜葩舞 楠ほのかソロversion 5. 恋桜葩舞 滝口きららソロversion 6. 恋桜葩舞 品田セシルソロversion |      |
| 4th | 2017年9月16日 | 五姫物語           | 1. 恋胡蝶蘭 2. 日進月歩 3. 百花繚乱 4. 竹取物語 5. 天晴晴様 6. 月光少女                                                                                     |      |

#### CD（全国流通盤）
| 発売日        | タイトル                                               | 収録曲 | 備考 |
| ------------- | ------------------------------------------------------ | --- | --- |
| 2016年6月29日 | あつきゅうコンピ -淳の休日アイドル大集合- (KAGUYA Ver) | 1. ののしって／スルースキルズ 2. お菓子な国の物語／merry merli 3. 月光少女／KAGUYA 4. TO･RI･KO／キラキラゲリラ 5. ストレスバトル／スルースキルズ 6. レストラン・ジュエリー／merry merli 7. 夜長恋唄～ヨナガコイウタ～／KAGUYA 8. Girl in the radio／キラキラゲリラ 9. THIS WAY／スルースキルズ 10. Girly Factory Music／merry merli 11. 六倍重力／KAGUYA 12. JUMP!／キラキラゲリラ 13. 君が瞬いて／AIS 14. 幾久しい憂鬱論/ぶっ壊れRe:論‰ | 「スルースキルズ」「キラキラゲリラ」「KAGUYA」「merry merli」の淳の休日4組のアイドルグループのコンピレーションアルバム。 CDジャケットを各グループごとに作成し、販売枚数を競い、「merry merli」「スルースキルズ」「キラキラゲリラ」「KAGUYA」の順となった。 |

#### 未音源化曲
- 三日月宿
- 新八百万
- 女子会宴
- 夢乃花道
- 夢中遊泳
- 愛贈輪廻

### ライブ

#### 単独公演(ワンマン)・主催公演
|       | タイトル                                                                    | 公演日         | 会場              | 備考                                           |
| ----- | --------------------------------------------------------------------------- | -------------- | ----------------- | ---------------------------------------------- |
| 1st   | KAGUYAお披露目公演 「～月光少女意気揚々～」                                 | 2016年4月10日  | 渋谷Star lounge   |                                                |
| 2nd   | KAGUYA単独公演 「恋する七夜月」                                             | 2016年7月30日  | 渋谷club乙        | 楠ほのか生誕祭                                 |
| 3rd   | KAGUYA単独公演 「姫の宴｣                                                    | 2016年11月17日 | 渋谷club乙        |                                                |
| 4th   | KAGUYA初主催公演＆単独公演 「如月の雪うさぎ」                               | 2017年2月4日   | 表参道WALL&WALL   | 1部主催対バン、2部単独公演（滝口きらら生誕祭） |
| 5th   | KAGUYA１周年記念ライブ 「輝夜新月（かぐやのしんげつ）」                     | 2017年5月4日   | 渋谷Star lounge   |                                                |
| 6th   | KAGUYA自主公演 「兎ノ嫁入（うさぎのよめいり）」                             | 2017年6月2日   | 渋谷club乙        |                                                |
| W主催 | KAGUYA&ぶっ壊れRe:論‰プレゼンツ 「楠ほのか、せなまる生誕祭ライブ」          | 2017年8月19日  | 渋谷THE GAME      | 楠ほのか生誕祭                                 |
| 7th   | KAGUYA単独公演 「五姫物語（いつひめものがたり）～私たちを月に連れてって～」 | 2017年9月16日  | 渋谷CHELSEA HOTEL | あびるなつみ、高橋瑠奈お披露目                 |
| 8th   | KAGUYA主催企画 「瑠奈&あびるんW生誕祭」                                     | 2017年10月28日 | 渋谷CHELSEA HOTEL | あびるなつみ、高橋瑠奈生誕祭                   |
| 9th   | KAGUYA単独公演 「夢への日進月歩」                                           | 2017年12月3日  | 渋谷eggman        | 高橋瑠奈卒業                                   |
| 10th  | KAGUYA単独公演 「起四回生（きしかいせい）」                                 | 2018年2月4日   | 表参道WALL&WALL   |                                                |
| 11th  | KAGUYA主催公演＆単独公演 「夢中遊泳～未知なる世界を見に行こう～」           | 2018年5月13日  | 渋谷Star lounge   |                                                |
| 12th  | KAGUYA解散公演「姫の旅立ち～⽉夜の幻～」                                    | 2018年7月21日  | 表参道WALL&WALL   |                                                |

### メディア

#### テレビ番組
- 2016年
  - 6月12・19日 Kawaiian TV「アイドリーーム!!#72・73」
- 2017年
  - 5月19日 TOKYO MX「つんつべ♂バク音」

## merry merli

### 概要
』AIS『四組目のアイドルユニットである。コンセプトはお嬢様ユニット。
2016年7月7日をもって、』AIS『プロジェクトを離れることが発表された。

### メンバー
※』AIS『離脱時のメンバー
- 美波有里、リーダー
- 麻緒、
- 三上みかん

## ぶっ壊れRe:論‰

### 概要
AIS『五組目のアイドルユニットである。「ぶっ壊れRe:論‰」は、世の中の偏った固定観念を少しでもこわせる様なアイドルグループをコンセプトに活動。
ぶっ壊れRe;論‰のマネージャーとして、NSC21期生の吉川敬が就任。運営アカウント スルースキルズ (@bkr_unei) - X（旧Twitter）

### 主な年譜
2016年
3月14日、SHOWROOM最終審査にて結成。
- 現在毎週土曜日19時～SHOWROOMにてメンバー全員で配信中。（また、他の曜日はメンバーの個人配信を不定期配信中）SHOWROOM

5月23日、爽っしゃんのSHOWROOM配信にて、楽曲『過去不変論』の初発表。
6月11日、渋谷スターラウンジにてスルースキルズ定期罵倒会2部にて、初御披露目。
2018年
5月4日、ワンマンライブをもって活動休止。

### メンバー
五月女桃子
「ももももも」（呼名：もごちゃん、もごしゃん）から改名。『ぶっ壊れRe:論‰』のリーダー。美大卒業生で現在、グラフィックデザイナーとして活動。『ぶっ壊れRe:論‰』のロゴやグッズのデザインも担当。
月村朱里
「うぅぱぁ～」（呼名：うぱちゃん、うぱ）から改名。ダンサー、モデルを中心に活動。モデル活動もあり、メンバーの中でもファッションセンスは随一。以前配信ドッキリの仕掛人にもかかわらず、ドッキリを忘れる位マイペースな性格。趣味にボルダリングを持つ。
雨宿ゑる
「無名える」（呼名：えるたそ、えるちゃん）より改名。自己プロフィール等、謎の部分の多いメンバー。牡丹同様、アニメ、ボカロ等が好きで特に『おそ松さん』の一松推し。
- 卒業メンバー

牡丹
（呼名：牡丹ちゃん）
当時最年少メンバー。端正な顔立ちと透き通る歌声が魅力。ボカロやアニメ等が趣味。メンバーのえると仲良し。
爽っしゃん
（呼名：さっしゃん）
舞台女優、ダンサーの活動の傍ら趣味に囲碁、麻雀、ギター、マンガ等、メンバー随一の多趣味の持ち主。ニコ動配信『ゲッチメ！』に不定期出演していた。
せなまる
（呼名：せなまる）
2017年6月加入

### ファンの総称
メンバーはファンの総称を【ぶっぱー】と呼ぶ。

### 作品
2016年
6月11日、1st シングル『過去不変論』
6月29日、AIS コンピレーションアルバム ボーナストラック曲『幾久しい憂鬱論』

### ワンマンライブ
「初ライブ貴重論」2016年7月31日開催、渋谷club乙ーkinotoー

## 』AIS『
「淳の休日アイドルスクランブル」全体としての活動

### ライブ
- 「MIX』AIS『」2016年8月13日、渋谷スターラウンジ ※スルースキルズ定期罵倒会2部
- 「MIX』AIS『2」2016年9月4日、渋谷スターラウンジ ※スルースキルズ定期罵倒会2部
- 「MIX』AIS『3」2016年10月1日、渋谷スターラウンジ ※スルースキルズ定期罵倒会2部
- 「MIX』AIS『4」2016年11月19日、渋谷スターラウンジ ※スルースキルズ定期罵倒会2部
- 「MIX』AIS『5」2016年12月10日、渋谷スターラウンジ ※スルースキルズ定期罵倒会2部、ユニットメンバーをシャッフルしてのパフォーマンスも行われた

### 作品

#### CD（淳の休日アイドルスクランブル・コンピレーションアルバム）
1. 「あつきゅうコンピ -淳の休日アイドル大集合-」（2016年6月29日）

「スルースキルズ」「キラキラゲリラ」「KAGUYA」「merry merli」の淳の休日4組のアイドルグループのコンピレーションアルバム。
CDジャケットを各グループごとに作成し、販売枚数を競い、「merry merli」「スルースキルズ」「キラキラゲリラ」「KAGUYA」の順となった。

### メディア

#### テレビ番組
- 「みんなのストレスいただきスルースキルズ」#26・27（Kawaiian TV、2016年7月4日・18日 初回放送）
- 「冠番組争奪！あつきゅうバトルリーグ」（Kawaiian TV、2016年8月1日 - 放送中・隔週月曜日初回放送）